# غسان غائب
غسان غائب (1964) هو فنان تشكيلي عراقي.

## حياته
ولد غسان غائب في العاصمة العراقية بغداد عام 1964، أكمل دراسته الابتدائية والثانوية فيها، دخل معهد الفنون الجميلة وحصل على دبلوم في الرسم عام 1986، اشترك في عدة معارض داخل العراق وخارجه، وكان أول معرض له عام 1985 بمشاركة عدد من الفنانين التشكيليين بمناسبة السنة الدولية للشباب، حصل بعد ذلك على شهادة البكالوريوس من كلية الفنون الجميلة في جامعة بغداد عام 1997، وغادر العراق متجهاً الى الأردن بسبب تدهور الأوضاع خلال الغزو الأمريكي عام 2003، ثم سافر بعد ذلك الى الولايات المتحدة، ويعمل حالياً استاذاً متفرغاً للفن في ولاية كاليفورنيا.

## جوائز
- حاصل على جائزة مهرجان الواسطي بدورته السادسة عام 1987.
- حاصل على الجائزة الثالثة من مهرجان الفن العراقي المعاصر في بغداد عام 1996.
- حاصل على جائزة الإبداع عام 2000.

## معارض
- شارك في مهرجان بغداد العالمي للفن التشكيلي بدورتيه الأولى 1986 والثانية 1988.[4]
- معرض الفن العراقي المعاصر - عمان 1991.
- معرض ثلاثة فنانين عراقيين في صالة بلدنا - عمان 1992.
- البيئة والمحيط في معرض الفن العراقي، المتحف الوطني الأردني - عمان 1997.
- معرض ثلاثة فنانين عراقيين في صالة أجيال - بيروت 1999.
- معرض الفن العراقي في معهد العالم العربي – باريس 2000.
- معرض الفن العراقي السادس في دار البارح - البحرين 2001.
- الفن الآسيوي بينالي - بنغلاديش 2002.
- معرض (السابق، القادم، الحالي) في معرض ديلوكس - لندن 2003.
- معرض فنانون معاصرون من العراق في معرض غرين آرت - دبي 2003.
- معرض كتب الفنانين، عشرة فنانين عراقيين، معرض فرانكفورت الدولي 2004.
- الفن العراقي - مؤسسة إيست ويست - هولندا 2005.
- مونديال عالم الطباعة والنقش الأصلي - فرنسا 2006.
- معرض الكولاج الثالث الدولي فيلنيوس - ليتوانيا 2006.
- معرض بعنوان موطني في معرض سوا الفني - دبي 2010.

## المقتنيات
- المركز الفني للفنون الجميلة، بغداد.
- المتحف الوطني الأردني، عمان.
- متحف الفن العربي، قطر.
- المتحف البريطاني، لندن.

## روابط خارجية
موقع الفنان في أرشف الفن العراقي الحديث